# Арабидзе, Георгий
Гео́ргий Араби́дзе (груз. გიორგი არაბიძე; 4 марта 1998, Вани, Грузия) — грузинский футболист, атакующий полузащитник клуба «Ульсан Хёндэ». Бывший игрок сборной Грузии.

## Биография

### Клубная карьера
Воспитанник тбилисского «Локомотива», в котором начал профессиональную карьеру в 2013 году. Всего за клуб из родного города провёл 33 матча и забил 21 мяч в Первой лиге Грузии, 1 встречу (в которой забил гол) в Кубке Грузии, а также сыграл в поединке плей-офф за право выхода в Высшую лигу.
Летом 2015 года присоединился к «Шахтёру», в официальную заявку которого, однако, попал только 13 октября. Через два дня, 15 октября, дебютировал за молодёжную (U-21) команду «горняков» в выездной игре против киевского «Динамо», а 18 октября впервые сыграл за юниорский состав в домашнем поединке против харьковского «Металлиста». 21 октября отметился первым голом за команду U-19 в выездном матче группового этапа Юношеской лиги УЕФА сезона 2015/16 против «Мальмё».
27 октября 2015 года дебютировал за основную команду «Шахтёра», выйдя в стартовом составе в домашнем кубковом матче против «Тернополя» и став тем самым одним из самых молодых дебютантов донецкого клуба в украинской истории. 30 октября впервые сыграл в Премьер-лиге, выйдя на замену вместо Фреда на 75-й минуте выездной встречи против луганской «Зари».
В 2018 году был включён в список претендентов на награду Golden Boy в числе 100 лучших молодых игроков мира.
В январе 2021 года перешел в футбольный клуб «Ротор» (Волгоград) на правах 6-месячной аренды с правом выкупа.

### Карьера в сборной
В 2013 году провёл один матч и забил один гол за сборную Грузии до 16 лет. С 2014 по 2015 выступал за юношескую команду до 17 лет, в составе которой в 10 встречах отметился 6 мячами. С 2014 года играл в составе сборной до 19 лет.
24 марта 2017 года в 19-летнем возрасте дебютировал за сборную Грузии в матче отборочного турнира на чемпионат мира 2018 против Сербии (1:3). В товарищеской встрече со сборной Латвии, в которой его команда одержала победу со счётом 5:0, Арабидзе стал автором одного из голов. В матче против Сент-Китса и Невиса (3:0) он забил два гола. В июне 2017 года принял участие в отборочном матче чемпионата мира против сборной Молдавии (2:2).

## Достижения
- Серебряный призёр Первой лиги Грузии: 2014/15
- Чемпион Украины (1): 2016/17

## Характеристика
Представитель игрока Михаил Метревели характеризует его следующим образом:

Арабидзе — игрок уникальный, которого называют «грузинским Месси», а футболисты более старшего поколения сравнивают его с Георге Хаджи. Это игрок с великолепной левой ногой, который играет и на правом, и на левом фланге, а также под нападающим.

## Семья
Родители Георгия вместе с его младшей сестрой с зимы 2014/15 живут и работают в Киеве. Их желание, чтобы дети были рядом с ними, стало одной из причин приоритетного рассмотрения украинских команд при выборе футболистом клуба для продолжения карьеры.

## Статистика
| Клуб      | Лига         | Сезон   | Чемпионат | Чемпионат | Кубок | Кубок | Дубль | Дубль |
| Клуб      | Лига         | Сезон   | Игры      | Голы      | Игры  | Голы  | Игры  | Голы  |
| --------- | ------------ | ------- | --------- | --------- | ----- | ----- | ----- | ----- |
| Локомотив | Первая лига  | 2013/14 | 16        | 8         | 1     | 1     |       |       |
| Локомотив | Первая лига  | 2014/15 | 17        | 13        |       |       |       |       |
| Шахтёр    | Премьер-лига | 2015/16 | 1         | 0         | 1     | 0     | 2     | 0     |

### Матчи и голы за сборную
| № | Дата          | Оппонент          | Счёт | Голы | Соревнование             |
| 1 | 24 марта 2017 | Сербия            | 1:3  | -    | Отборочные матчи ЧМ-2018 |
| 2 | 28 марта 2017 | Латвия            | 5:0  | 1    | Товарищеский матч        |
| 3 | 7 июня 2017   | Сент-Китс и Невис | 3:0  | 2    | Товарищеский матч        |
| 4 | 11 июня 2017  | Молдавия          | 2:2  | -    | Отборочные матчи ЧМ-2018 |

Итого: 4 матча / 3 гола; 2 победы, 1 ничья, 1 поражение. 

Откорректировано по состоянию на 21 января 2019 года